# Reflektor (single)
Reflektor is een nummer van de Canadese band Arcade Fire. Het nummer werd uitgebracht op hun gelijknamige album uit 2013. Op 9 september van dat jaar werd het nummer uitgebracht als de eerste single van het album.

## Achtergrond
Reflektor is geschreven door alle bandleden en geproduceerd door de band in samenwerking met Markus Dravs en LCD Soundsystem-frontman James Murphy. De band begon in 2011 met het werk aan het nummer. Zanger Win Butler vertelde hierover: "We namen wat op in Louisiana met de Haïtiaanse percussionisten [Willinson Duprate and Verrieux Zile] en we konden ermee leven. Het is een erg lang proces." Daarnaast zong David Bowie een aantal regels in het nummer. Bandlid Richard Reed Parry vertelde over zijn bijdrage: "Het was vlak nadat The Next Day was uitgebracht. Hij kwam net uit de studio in New York toen wij aan het mixen waren, gewoon om te horen wat wij deden. Hij bood ons zijn diensten aan omdat hij het nummer erg goed vond. In feite bedreigde hij ons bijna - hij zei, 'Als je niet opschiet met het mixen van dit nummer, steel ik het misschien wel van jullie!' Dus wij dachten, waarom gaan we niet een stap verder, waarom zing je niet op onze versie? Gelukkig stemde hij hiermee in, en wij waren er erg blij mee."
Reflektor valt binnen de genres dancerock, indierock en disco. De tekst gaat over het verschil tussen het Haïtiaanse leven en het westerse leven. Win Butler vertelde hierover: "Ik denk dat het leven [in Haïti] erg moeilijk is en het is geweldig om te zien dat mensen die geen toegang hebben tot eten of schoon water een feest geven. Het is niet alsof ik probeer te zingen over hun ervaringen. Ik was vooral aan het leren van wat ik zag en probeerde het tekstueel toepassing te geven op mijn eigen leven. Ik probeer niet om verhalen van andere mensen te vertellen. We proberen alleen maar om je een ervaring te geven die je verandert."
In de videoclip van Reflektor, opgenomen in zwart-wit en geregisseerd door Anton Corbijn, is de band te zien terwijl zij een man die verkleed is als discobal achtervolgen. Tevens spelen zij het nummer achter in een bus; hierbij dragen zij vergrote papier-machéhoofden van zichzelf. De echte bandleden stoppen deze papier-machéhoofden uiteindelijk in een grafkist. In 2014 won de clip een MTV Video Music Award in de categorie Best Art Direction.
Reflektor werd geen heel grote hit. In Canada, het thuisland van de band, behaalde het de grootste successen met een twintigste plaats in de hitlijst. In het Verenigd Koninkrijk bereikte het plaats 44, terwijl het in de Amerikaanse Billboard Hot 100 niet verder kwam dan plaats 99. In Nederland bereikte de single geen hitlijsten en in Vlaanderen kwam het tot plaats 35 in de Ultratop 50. Ondanks de geringe successen was het nummer in Nederland enkele jaren genoteerd in de Radio 2 Top 2000.

## NPO Radio 2 Top 2000
| Nummer met noteringen in de NPO Radio 2 Top 2000 | '16  | '17  |
| ------------------------------------------------ | ---- | ---- |
| Reflektor                                        | 1539 | 1581 |

1. ↑  Een vetgedrukt getal geeft de hoogste notering aan.
2. ↑  2016 was het eerste jaar met een notering voor dit nummer.
3. ↑  Deze tabel is bijgewerkt tot en met de laatste editie (2024).